# Laari
El laari (en alfabet thaana: ލާރި) fou una moneda de bronze de les Maldives de l'època del soldanat que va durar fins al 1913, en què fou substituïda per la rupia singalesa. Des de 1960, amb l'adopció de la rupia de les Maldives (Rf) com a unitat monetària, el laari n'ha passat a ser la moneda fraccionària (100 laari = 1 Rf). Precisament en divehi, la llengua de les Maldives, laari vol dir "moneda".
El primer laari de què es té notícia fou introduït pel sultà Mohamed Ibn Hajji Ali (1692-1700).
Valors actuals en circulació:
- 1 laari, rodona, d'alumini
- 5 i 10 laari, en forma de petixina, d'alumini
- 25 i 50 laari, rodones, de cuproníquel

Les monedes de laari són encunyades per l'Autoritat Monetària de les Maldives.